# ドン川

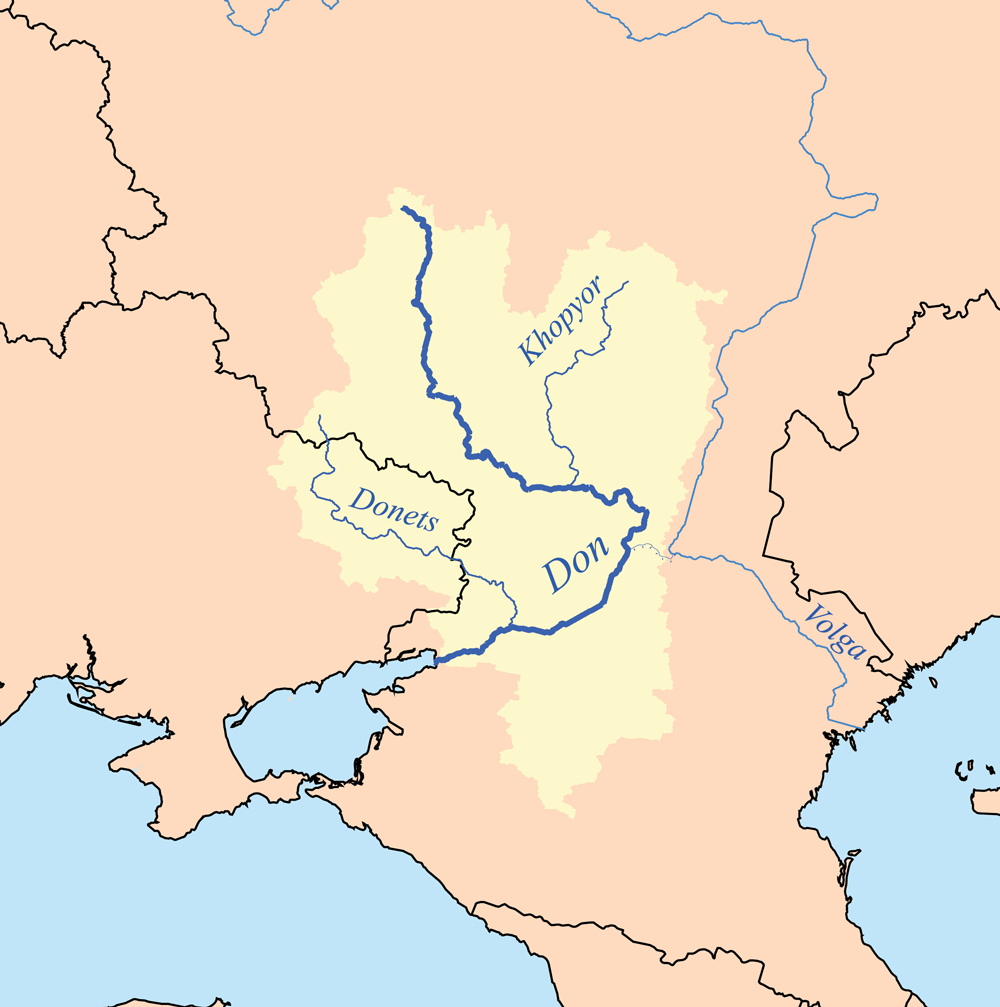
ドン川流域

ドン川（ドンがわ、Дон）は、ロシア連邦を流れる主要な川の一つである。

## 地理
モスクワの南東トゥーラ近くから始まり、最初は南東のヴォロネジへ向けて流れ、南西へと向かい、約1,950kmを流れアゾフ海北東部のタガンログ湾へ注ぐ。
川沿いに主要都市ロストフ・ナ・ドヌとアゾフがある。最東端はヴォルガ川と接近しており、ドン＝ヴォルガ運河（全長 105km）によって結ばれている。

## 歴史
流域は遊牧民族スキタイ人の発祥の地であり、今日に至るまで重要な交易ルートとして発展してきた。8世紀から9世紀頃はテュルク系民族と考えられる西突厥配下のハザールが国家を置いて支配していた地域に含まれる。
11世紀中頃、キプチャク草原の中央部にポロヴェツ族が到来し、コンチャークの治世にシヴェーリア公国のセーヴェルスキイ公イーホルが攻め込んだが敗北した（イーゴリ遠征物語）。
1223年、カルカ河畔の戦いではキプチャク・ルーシ連合軍がモンゴル帝国を迎え撃ったが敗北した。
プガチョフの乱（1773年 - 1775年）では、ドン・コサックが蜂起したが、ロシア帝国正規軍に敗北した。
この川の名称について言語学者 泉井久之助は、「スキュタイ語の今日の継続形だとされるコーカサス地方のオッセート族（Osset）の言語における don 「水、流れ」（語根は *dhen-, *dhon-「走る、流れる」）によって理解され（る）」としている。

## 支流
下流より記載
- マヌィチ川
- ドネツ川
- イローヴリャ川
- ヴォロネジ川